# ジャパンインベストメントアドバイザー
株式会社ジャパンインベストメントアドバイザーは、東京都千代田区霞が関に所在するオペレーティング・リース事業を中心にその他事業をあわせ金融ソリューション事業を展開している株式会社である。
許認可として、 宅地建物取引業、有料職業紹介事業、TOKYO PRO MarketにおけるJ-Adviserを有している。

## 沿革
- 2006年9月1日 - 有限会社ジャパン･インベストメント･アドバイザーから会社分割の手法により株式会社ジャパン･インベストメント･アドバイザーを設立。海運コンテナオペレーティング･リース事業を継承。
- 2007年2月 - M&Aアドバイザリー事業を開始。
- 2009年11月 - 本社を東京都港区虎ノ門に移転
- 2011年8月 - JPリースプロダクツ&サービシイズ株式会社を設立、航空機オペレーティング･リース事業を開始。
- 2013年
  - 11月 - 太陽光発電事業の工事発注により同事業に参入。
  - 12月 - JPリースプロダクツ&サービシイズがコンテナ・リース事業を開始。
- 2014年
  - 4月 - 株式会社ジャパンインベストメントアドバイザーに商号変更するとともに､本社を東京都千代田区霞が関に移転。
  - 5月 - 太陽光発電事業の第1号ファンドの組成、販売開始。
  - 9月 - 東京証券取引所マザーズに上場。
  - 12月 - 投資銀行本部を設置。
- 2015年
  - 9月 - 日本証券新聞を発行する株式会社日本證券新聞社及び株式会社日本證券新聞リサーチを完全子会社化[1]。
  - 10月 - 子会社のJPリースプロダクツ&サービシイズが、航空機のパーツアウト・コンバージョン事業を開始[2]。
  - 11月 - JIAルクセンブルクを設立。
- 2016年
  - 1月 - ジャパンM&Aアドバイザー株式会社を設立。
  - 4月 - CAIJ株式会社（現・フィンスパイア）を完全子会社化[3]。
- 2017年5月 - 株式会社イーテアを設立。
- 2019年3月 - JLPS Ireland Limitedが本社をアイルランドのシャノンに本社を移し本格稼働。
- 2020年10月 - 東証一部へ市場変更。
- 2021年
  - 7月 - TOKYO PRO Market（TPM）のJ-Adviser資格取得 及びTPM上場支援事業開始[4]。
  - 9月 - 三京証券株式会社の全株式を取得し JIA証券株式会社に商号変更[5]。
  - 11月 - バイオ燃料生産向け林業を研究、東京農工大と共同研究開始[6]。
- 2022年1月 - JIA信託が運用型信託会社免許を取得し、信託事業開始[7]。

## グループ会社
- 株式会社ジャパンインベストメントアドバイザー
- JPリースプロダクツ＆サービシイズ株式会社
- JLPS Ireland Limited
- フィンスパイア株式会社
- JIA証券株式会社
- JIA信託株式会社
- 株式会社日本證券新聞社